# Hilaire Bertinchamps
Hilaire Bertinchamps, né le 27 février 1895 à Wanfercée-Baulet et décédé le 16 mai 1973 fut un homme politique démocrate chrétien belge, membre du PSC.
Bertinchamps fut ouvrier mineur et électricien.
Il fut élu conseiller communal (1938-) et bourgmestre (1947-1964) de Tamines; sénateur provincial de la province de Namur (1958-1965).

## Sources
- Bio sur ODIS